# Johann Georg Steigerthal (Pastor)
Johann Georg Steigerthal (auch: Johann George Steigerthal; (geboren 8. November 1633 in Rhode; gestorben 23. April 1712 in Nienburg an der Weser) war ein deutscher evangelischer Geistlicher und Superintendent.

## Leben
Johann Georg Steigerthal wurde zur Zeit des Dreißigjährigen Krieges geboren als Sohn des in Rhode seit 1626 tätigen Pfarrers Johann Caspar Steigerthal (1600–1675) und dessen am 4. Dezember 1626 angetrauter Ehefrau Catharina Zeisich (gestorben 1661), Witwe des nur wenige Monate zuvor am 26. April des Jahres verstorbenen und ebenfalls in Rhode tätigen Pfarrers Lorenz Nagel.
Wenige Jahre nach Kriegsende immatrikulierte sich Steigerthal mit dem Eintrag Johannes Georgius Steuerthal an der Universität Helmstedt.
Zwei Jahrzehnte nach Kriegsende heiratete Steigerthal Catharina Ursula Wessling (geboren 1645 in Minden, gestorben 29. Januar 1701 in Nienburg). Zu den Nachkommen Steigerthals zählen der gleichnamige Professor, Hof- und Leibmedikus Johann Georg Steigerthal (1666–1740) und dessen jüngerer Bruder, der in Hoya tätige Landsyndikus Ernst August Steigerthal (1674–1759).
Steigerthal wurde 1685 Superintendent der Stadt Nienburg.
Als Stadtprediger und Superintendent hielt Steigerthal am 30. März 1685 die weithin beachtete Leichenpredigt mit angefügten Biographien für den Superintendenten Johann Justus Oldecop unter dem Titel Castrum Doloris ..., die 1686 in Minden gedruckt wurde.

## Epitaph
In der Martinskirche in Nienburg finden sich zwei in barocker Pracht ausgestaltete Epitaphe sowohl für den Superintendenten Johann Georg Steigerwald als auch für dessen Sohn, den gleichnamigen königlichen Leibarzt. Teil der denkmalgeschützten Kunstwerke, die zum Kulturerbe des Landes Niedersachsen zählen, ist das Steigerthalsche Wappen, das „Jakobs Traum mit der Himmelsleiter, auf der Engel hinauf und zu Tal steigen,“ zeigt.

## Schriften
- Priesterliche Ampts-Beschwer/ und Künfftige Himmels-Ehr Aus der 2. Timoth. IV. 8. Ich habe einen guten Kampff gekämpffet [et]c. Bey Volckreicher und Traurhaffter Leich-Bestattung Des weiland Wol-Ehrwürdigen und Hochgelahrten Herrn M. Henrici Lindes/ Zehen Jahr gewesenen hochbeliebten Superintendenten der Nieder-Graffschafft Hoya/ und Obersten Predigers der Stadt Nienburg/ Welcher in dem 44. Jahr seines Alters/ den 7. Nov. Abends kurtz für 5. Uhr sanfft-selig in seinem JEsu ist entschlaffen/ und darauff folgenden 19. desselben Monats des abgelauffenen 1673 Jahrs in der Stadt-Kirchen daselbst/ zur Seiten des Altars in sein Ruhe-Kämmerlein Christlich beygesetzet worden/ In grosser Traurigkeit fürgestellet, Zelle: Holwein, 1674; Digitalisat der Staats- und Universitätsbibliothek Göttingen (SUB)
- Castrum Doloris, Oder Lezte Ehren-Pforte/ In welche die Gerechte nach Ihrem Tode/ durch viele Trübsahl/ eingehen : Gezeiget Aus dem CXVIII. Psalm v. 17. -- 20. ... Bey der ... Sepultur des ... Herrn/ Johannis Iusti Oldecopii, Der Nieder-Graffschafft Hoya ... Superintend. und Pastoris Primarii in der Stadt Nienburg an der Weser / Von Johanne Georgio Steigerthal, Stadt Prediger und folgends Superintendente, Den Montag nach Lätare/ war der 30. Mart. Im Jahr Christi 1685; darin:
  - Epicedia In honorem ultimum Venerandi Domini Superintendentis Johannis Iusti Oldecopii exarata a Fautoribus summis & Amicis optimis. [2] In obitum Viri Plurimum Reverendi longeque Doctißimi Dn. Johannis Justi Oldecopii Superintendentis in Ducatu Lüneburgico Comitatus inferioris Hoiensis, nec non Pastoris Primarii Ecclesiae Nienburgensis optime meriti Declarata Pietas Bertrami Oldecopii, ad Lectorem candidum & benevolum, Minden: Johann Piler, 1686; Digitalisat der SUB